# Bataille de la crête Mission et de la colline Brigade
Guerre du Pacifique de la Seconde Guerre mondiale
Batailles
- Buna-Gona
- Kokoda
- Isurava
- 1re Ruisseau Eora – Traversée de Templeton
- Efogi
- Ioribaiwa
- 2e Ruisseau Eora – Traversée de Templeton
- Oivi-Gorari
- Logistique alliée

La bataille de la crête Mission et de la colline Brigade (également connue sous le nom de bataille d'Efogi) a eu lieu entre le 6 et le 9 septembre 1942, pendant la campagne de la piste Kokoda de la Seconde Guerre mondiale. Impliquant des forces d'Australie, des États-Unis et du Japon, les combats se sont concentrés sur un point élevé au sud du village d'Efogi sur la piste Kokoda.
La bataille fait partie d'une série de batailles menées le long de la piste Kokoda alors que le détachement japonais des mers du Sud sous le commandement du général de division Tomitarō Horii avance vers le sud en direction de Port Moresby, après l'action retardatrice réussie à Isurava menée par les Australiens fin août 1942. 

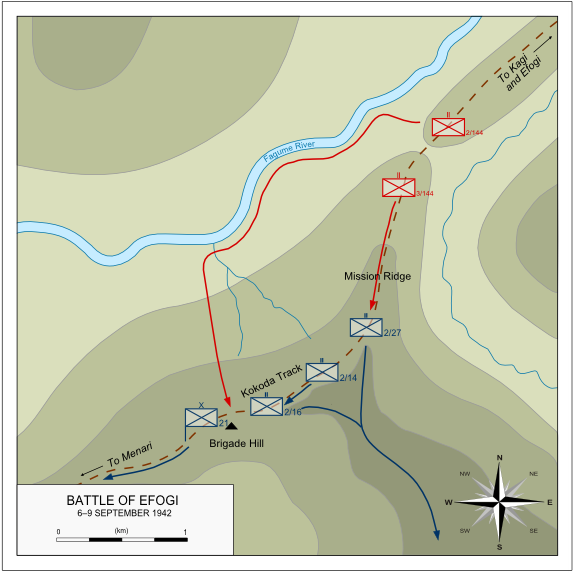
Carte de la bataille de la crête Mission et de la colline Brigade.

Au cours de la bataille, deux bataillons d'infanterie japonaise attaquent les positions australiennes sur la crête Mission, un bataillon réussissant à effectuer un mouvement de flanc qui coupe les trois bataillons australiens de leur quartier général, les forçant finalement à rompre la piste et à se retirer plus au sud après avoir lancé plusieurs contre-attaques infructueuses et coûteuses. Une semaine plus tard, une autre bataille a lieu autour d'Ioribaiwa, permettant aux Australiens de stabiliser leur ligne autour de la crête Imita avant de lancer une contre-offensive.

### Lectures complémentaires
- Dudley McCarthy, South-West Pacific Area – First Year, vol. 5, Canberra, Australian War Memorial, coll. « Australia in the War of 1939–1945. Series 1 – Army », 1959 (OCLC 3134247, lire en ligne)
- Kengoro Tanaka, Operations of the Imperial Japanese Armed Forces in the Papua New Guinea Theater During World War II, Tokyo, Japan, Japan Papua New Guinea Goodwill Society, 1980 (OCLC 9206229)